# چیزی خوبه که پایانش خوبه ۲۰۰۹
چیزی خوبه که پایانش خوبه ۲۰۰۹ (به انگلیسی: All's Well, Ends Well 2009) یک فیلم سینمایی هنگ کنگی در ژانر کمدی رمانتیک محصول سال ۲۰۰۹ به کارگردانی وینسنت کک است. این فیلم چهارمین قسمت در مجموعه فیلمهای چیزی خوبه که پایانش خوبه است و فیلم قبلی چیزی خوبه که پایانش خوبه ۱۹۹۷ می‌باشد.

## بازیگران
- ساندرا نگ به عنوان یو چو
- لوئیس کو به عنوان دکتر دیک چو / کو چایی
- ریموند وانگ پاک-مینگ به عنوان L / Mr.Wong
- رونالد چنگ به عنوان یو بو / کی
- یائو چن به عنوان شیائو یازن
- لی هونگ کام به عنوان سلینا ، مادر یو چو
- هه چون چو به عنوان پدر یو چو
- شارلین چوی به عنوان کارگزار بیمه
- دانی ین به عنوان مهمان عروسی
- کلیفتون کو به عنوان فرماندار
- دنی چان به عنوان مجرد وب شماره 2
- ترزا فو به عنوان مهمان جشن تولد
- چونگ تات مینگ
- گوا تائو
- وینسنت کک
- کن لو
- میکی شوم به عنوان مندی
- آلن مک به عنوان مهمان عروسی
- یومیکو چنگ
- استیون چونگ
- لام چی-چونگ
- شیلا چان
- فونگ بو بو به عنوان مهمان عروسی
- سلینا جید
- وینکی لای [۱] [۲]

## دنباله
قسمت بعدی این فیلم در سال ۲۰۱۰ با عنوان چیزی خوبه که پایانش خوبه ۲۰۱۰ اکران شد. 